# 남아프리카 공화국-인도 관계
인도와 남아프리카 공화국 간의 양자 관계는 1994년 남아프리카 공화국의 아파르트헤이트 종식 이후로 크게 강화되었다. 양국은 이후 전략적, 문화적, 경제적 측면에서 긴밀한 유대 관계를 발전시켜 왔다. 두 나라는 모두 과거 영국의 식민지였으며, 현재는 공화국으로서 영연방의 정회원국이다.
인도와 남아프리카 공화국은 광범위한 에너지 협력 관계도 공유하고 있다. 2010년 2월, 인도는 남아프리카 공화국산 석탄 140만 톤을 수입하여 해당 국가의 최대 석탄 구매국이 되었다. 이러한 유대는 2011년 남아프리카 공화국의 브릭스 가입을 통해 더욱 공고해졌다.

## 배경
남아프리카 공화국에는 규모가 큰 인도계 거주민 공동체가 존재한다. 마하트마 간디는 남아프리카 공화국에서 정치적, 법률적 경력을 시작했으며, 1890~1900년대에 걸쳐 남아프리카에 거주하는 인도인의 삶의 질 향상을 위해 시민 불복종 운동을 실험하였다. 2003년 크리켓 월드컵 기간 중, 인도 국가대표팀 주장 소라우브 강굴리는 피터마리츠버그에서 간디의 동상을 제막하였다.
인도계 주민들은 또한 아파르트헤이트 체제에 맞선 아프리카 국민회의의 투쟁에 기여하였다. 인도 정부는 아파르트헤이트 시기의 남아프리카 공화국 정부를 공개적으로 비판하며 외교 관계를 유지하지 않았다. 인도의 이러한 지지는 남아프리카 공화국과 아프리카 대륙의 여러 국가들로부터 호감을 불러일으켰다.
남아프리카 공화국의 린디웨 시술루 인적 정착부 장관은 델리를 방문한 자리에서 "인도는 아시아 대륙에서 가장 가까운 동맹국"이라며, "이번 방문의 목적은 해방 투쟁 동안 보여준 인도 정부의 도움과 지지에 대해 감사를 표하기 위한 것"이라고 언급하였다.
양국은 1994년 아파르트헤이트 종식 이후 외교 관계를 수립하였다.
남아프리카 공화국의 넬슨 만델라 대통령은 인도 정부로부터 마하트마 간디 평화상과 바라트 라트나를 수상하였다. 양국은 스포츠 분야에서도 유대를 증진시켜 왔으며, 인도 국가대표팀과 남아프리카 공화국 국가대표팀은 상호 방문과 양국이 주최하는 크리켓 대회에 정기적으로 참가하고 있다.

## 경제적 유대
양국 간 무역은 1992년~1993년 300만 달러에서 2005년~2006년 40억 달러로 기하급수적으로 증가했으며, 양국 정부는 2010년까지 양국 간 무역을 120억 달러로 늘리는 것을 목표로 삼고 있다. 금괴는 남아프리카 공화국으로부터의 인도 수입의 3분의 1을 차지하며, 인도는 남아프리카 공화국 광산에서 다이아몬드를 연마하고 가공한다. 남아프리카 공화국은 인도 및 남아프리카 공화국과 함께 보츠와나, 레소토, 나미비아, 에스와티니를 포함하는 남아프리카 공화국 관세동맹(SACU)과 자유 무역 협정 체결을 추진하고 있다.
바르티 에어텔은 MTN을 인수하여 세계 최대 통신 회사 중 하나가 될 예정이었으며, 남남 협력의 한 단계로 선전하기도 했다. 그러나 인도와 남아프리카 공화국 증권 거래소의 이중 상장 우려로 인해 남아프리카 공화국 정부인 제이컵 주마는 MTN이 더 이상 남아프리카 공화국처럼 되지 않을 것이라는 이유로 이 거래를 거부했다.